# Saint-Marcel (Alta Saona)
Saint-Marcel è un comune francese di 123 abitanti situato nel dipartimento dell'Alta Saona nella regione della Borgogna-Franca Contea.

## Società

### Evoluzione demografica
Abitanti censiti